# Motorkennbuchstaben
Motorkennbuchstaben (MKB) sind ein Kennzeichnungsschema, das die Volkswagen AG Mitte der 1960er Jahre entwickelte, um die verschiedenen Typen von Motoren eindeutig voneinander zu unterscheiden. Der Motorkennbuchstabe wird der fortlaufenden Motornummer vorangestellt. Beide werden zusammen in den Motorblock eingestanzt. Damit ist eine eindeutige Identifikation für die Ersatzteilbeschaffung – oder Austauschzwecke vorhanden.
Das Vorläufersystem war die Identifikation der Fahrzeuge und der Motoren per fortlaufender Fahrgestellnummer. Über Jahre wurde anfangs versucht, zur Fahrgestellnummer zugehörig auch die Motornummer gleich zu halten – eine Vorgehensweise, die mit Austauschmotoren immer schwieriger durchzuhalten war.

## Historische Entwicklung
In den frühen Jahren von VW wurden Fahrzeuge mit nicht zueinander gehörenden Fahrgestell- und Motornummern mit Argwohn betrachtet und waren am Markt der Gebrauchtfahrzeuge nur mit Abschlag zu handeln. In den 1960er Jahren mussten in Deutschland Motorennummern noch in die Fahrzeugpapiere eingetragen sein (auf anderen Märkten bis heute); ein Motorwechsel erforderte eine Vorfahrt beim TÜV, um die neue Maschine eintragen zu lassen. Wer das nicht tat, hatte in Polizeikontrollen mit Schwierigkeiten zu rechnen und wurde oft zu einer Vorführung des Fahrzeugs bei einem Sachverständigen amtlich eingeladen.
Die Motorennummern von VW-Käfern finden sich in den Guss des Motorgehäuses eingeschlagen, unmittelbar unter dem Fuß der Lichtmaschine. Im Fall von Austausch-Motoren wurde im VW-Werk Kassel-Baunatal die ursprüngliche Motornummer defekt dort eingelieferter Motoren zunächst weggefräst und dann die vorherige Nummer des Fahrzeugs, den dieser dann reparierte Austausch-Motor ersetzen sollte, an gleicher Stelle in die Fräsfläche eingeschlagen, mitsamt zwei VW-Schlagstempelzeichen vor und hinter der Nummer als Ausweis der Authentizität.

## Die neuen Kennbuchstaben
Zunächst wurde ein einzelner Kennbuchstabe im Wesentlichen in chronologischer Reihenfolge der Motorenentwicklung verwendet (A für den ältesten Motorentyp). Dieser Kennbuchstabe wurde vor der fortlaufenden Seriennummer angebracht. Das alte Schema der Motornummer war eine siebenstellige Zahl, z. B. 1 234 567. Die neue Motornummer lautete z. B. D - 0 000 123.
Als man im Alphabet bei Z angelangt war, wurden neue MKB ab den 1970er Jahren zweistellig gehalten, und die fortlaufende Motornummer ist nur mehr sechs- statt siebenstellig. Schließlich wurde das System ab 1990 auf drei Buchstaben erweitert. Die Systematik der Buchstabenvergabe ist im Wesentlichen alphabetisch-chronologisch. Teils wurden Lücken gelassen, um gegebenenfalls kleine Abwandlungen vorhandener Motoren mit benachbarten Buchstabenkombinationen kennzeichnen zu können.
Zum Zeitpunkt der Einführung der MKB zum September 1965 (Modellwechsel nach den Werksferien, Beginn des Modelljahres 1966) gab es bei VW folgende Motorentypen:
- VW 1200 – 30 PS. Motor mit kurzer Kurbelwelle, zuletzt verbaut im Nachfolger des Standard, VW 1200 A, erkennbar in Fahrzeugen am Tachometer, der nur bis 120 reicht. Vorläufertypen dieser Motoren hatten bis in die frühen 1950er Jahre auch 24 oder 24,5 PS. Dieser Motor blieb, da nicht mehr im aktuellen Neufahrzeugprogramm eingesetzt, ohne eigenen Kennbuchstaben. Spätere Austauschmotoren erhielten in einer Flachfräsung unter dem Lichtmaschinenfuß eingeschlagen vor der fortlaufenden Nummer den Buchstaben „A“ (erster VW-Motor). Gebaut von Dezember 1953 bis Juli 1965.
- VW 1200 – 34 PS. Motor mit „langer“ Kurbelwelle (vergrößerter Abstand der Zylinderachsen), ab diesem Zeitpunkt noch verbaut im aktuellen „Sparkäfer“ VW 1200 A. Diesem Motortyp wurde der Kennbuchstabe „D“ gegeben.
- VW Bus-Motor des älteren Typs mit 1500 cm³ und 42 PS, Kennbuchstabe „G“
- VW 1300 – 40 PS. Motor mit verlängertem Hub der Kurbelwelle des Bus-Motors, jedoch beibehaltener Zylinderbohrung des 1200er, neuer Motortyp für den frisch eingeführten VW 1300, VW 1300 Cabrio, Karmann-Ghia 1300, Kennbuchstabe „F“, 8-1965 bis 7-1970
- VW 1600 – 45 PS-Flachmotor für den VW 1500 Typ 3, Nachfolger des ursprünglichen Motors mit 1500 cm³ im VW 1500 N, auf 1600 cm³ durch andere Zylinderbohrung vergrößert. Motor mit Einfachvergaser (Flachstrom), Kennbuchstabe „K“
- VW 1600 – 54 PS. Flachmotor für den VW 1600 Typ 3 mit Zweifach-Fallstromvergaser, Nachfolger des Zweivergaser-Motors der VW 1500 S. Kennbuchstabe „R“, „T“ und „U“

Später gab es noch folgende „käfertypischen“ (per Layout mit Radialkühlgebläse im Käfer und auch Bus und Transporter verwendbaren) Motoren:
- 1500 cm³, 44 PS, Kennbuchstabe „H“, 8-1966 bis 7-1970, i. W. für Transporter
- 1600 cm³, 48 PS, Kennbuchstabe „B“, 8-1969 bis 7-1970, i. W. für Transporter
- 1300 cm³ 44 PS „AB“ 8-1970 bis 7-1973 // 44 PS „AR“ 8-1973 bis 7-1975
- 1600 cm³ 44 PS „AG“ 8-1970 bis 5-1973
- 1600 cm³ 48 PS „AE“ 8-1970 bis 7-1971 // „AH“ 8-1971 bis 1-1976 // 48 PS „AK“ 8-1972 bis 7-1973 // „AL“ 3-1973 bis ? / 2003? // „AM“ 3-1973 bis 12-1977
- 1600 cm³ 50 PS „AD“ 8-1970 bis 7-1973 // 50 PS „AJ“ 8-1974 bis 12-1977 // 50 PS „AS“ 8-1973 bis 1978

Motoren mit reduzierter Verdichtung (Muldenkolben) für Länder mit niederoktanigem Kraftstoff:
- 1300 cm³ 37 PS „E“ von 8-67 bis 7-70 // 40 PS, „AC“ von 8-70 bis 7-72
- 1500 cm³ 40 PS „L“ von 8-67 bis 7-70
- 1600 cm³ 46 PS „AF“ von 8-70 bis 12-77

Klassische Käfermotoren der späteren Jahre sind der 1200er mit 34 PS („D“) und die 1600er-Motoren mit 50 PS („AD“, „AJ“ und „AS“) sowie der 1600er Katalysator-Motor „AL“ mit 48 PS. Auch gab es aus lateinamerikanischen Ländern Käfermotoren mit 1700 cm³ und 58 PS, die stärksten Serienkäfer.
Hinzu kamen noch vereinzelte Modifikationen als Industriemotoren nach Käfermotor-Bauart, die mit geänderter Abgasanlage in Pumpen (Feuerwehr), Mähdreschern, Zementsilofahrzeugen und Stromerzeugungsaggregaten sowie als Notantriebe z. B. für Seilbahnen (Westfalenpark Dortmund) und Zementwerken eingesetzt wurden, um nach eventuellen Stromausfällen Hilfsantrieb zu leisten.

## Entwicklung über vier Jahrzehnte
In der weiteren Folge baute VW das System der Motorkennbuchstaben kontinuierlich aus. Als Ausnahme zur Regel gab es mitunter auch Aggregate mit einer Ziffer statt Buchstaben zu Beginn, z. B. der erste „Standard-TDI-Motor“ mit 90 PS, der als „1Z“ bezeichnet wird.
Das Repertoire an Motorentypen wurde ab den 2000er Jahren unübersichtlicher, weil die MKB teils auf vier Buchstaben erweitert wurden. Teils wurden Motoren mit Kennbuchstaben neu benannt, die sich nur in Details, etwa für Anforderungen spezifischer Exportmärkte, unterscheiden.
Nach Übernahme der Audi AG (Ankauf durch VW um 1970) wurden auch die Motoren von Audi in dieses Kennzeichnungssystem aufgenommen. Ebenso haben Motoren der weiteren VW-Töchter Škoda und Seat diese Kennbuchstaben; oft sind es identische Motoren, die im Rahmen der „Plattformstrategie“ Verwendung finden.

## Getriebe
Auch die Getriebe der VW-Fahrzeuge und der Töchter sind nach einem ähnlichen System bezeichnet. Hier beschränkt man sich früher auf zwei, derzeit auf drei Buchstaben zur Kennzeichnung eines Getriebetyps. Während Motoren nach den Kennbuchstaben fortlaufend durchnummeriert werden, gibt die fünfstellige Zahl der Getriebenummer das Herstellungsdatum an. Dabei markieren die ersten beiden Ziffern den Tag, die folgenden beiden den Monat und die letzte das Jahr der Herstellung. Das Jahrzehnt ist nicht angegeben, was sich deshalb erübrigt, weil kein Getriebe-Baumuster über einen so langen Zeitraum gefertigt wird.

## Andere Hersteller
Auch andere Fahrzeughersteller nutzen Kennzeichnungssysteme für Motoren.
Ford z. B. hat ein kombiniertes System von Buchstaben und Ziffern zur Identifikation der Typen.
Mercedes-Benz-Motoren haben eine Kennung, die mit einem vorangestellten „M“ (für „Motor“, Otto-Motoren) oder „OM“ („Oel-Motor“, Dieselmotoren) und einer dreistelligen Zahl das Hauptbaumuster kennzeichnen, und mit einem Punkt getrennt mit der zweiten Gruppe von drei Ziffern das Detailmuster identifizieren. Z. B. hat einer der erfolgreichsten Motoren der Mercedes-Geschichte die Kennung „OM 615.010“ als Zweiliter-Dieselmotor mit 55 PS, über Jahrzehnte in den kleinsten Dieseln anzutreffen.
Opel bezeichnet beispielsweise 1,6-Liter-Motoren des Modells Astra mit Kombinationen wie X16SZ oder C16NZ, in denen die mittleren Ziffern die Hubraumgröße anzeigen. Das ist auch in anderen Baureihen bei Opel der Fall; vereinzelt stehen Ziffern vorn. Jedoch ist es nicht einheitlich: das Kürzel „4JGT“ beispielsweise bezeichnet den Motor des Opel Monterey 3,1-Liter-Turbodiesels, ohne dass darin irgendwelche „sprechenden“ Teile erkannt werden könnten.
BMW benennt seine Motoren ebenfalls nach Baureihen; ein Motor M43B16 ist z. B. der Antrieb für den BMW 316i; er basiert auf dem Grundmotor nach Muster M43 und ist mit der „16“ als Motor mit 1,6 Liter Hubraum erkennbar. Das „B“ steht für „Benzin“, ein „D“ für „Diesel“. Motoren der neuen Generation werden durch ein „N“ anstelle des „M“ gekennzeichnet. Motoren der M GmbH sind mit einem „S“ gekennzeichnet. Seit 2013 setzt BMW bei den Drei-, Vier- und Sechszylindermotoren auf ein Baukastenprinzip – sowohl bei Diesel- als auch Benzinmotoren. Die Motorenbezeichnung dieser Baureihen beginnt mit dem Buchstaben „B“ für Baukasten.
Porsche benennt die Motoren nach den Fahrzeug-Baumustern. Ein Motortyp „930.20“ ist beispielsweise der Antrieb des Porsche 911 3.2 SC (Baumuster 930) bis Mitte 1989. Das „.20“ ist im Wesentlichen eine fortlaufende Nummerierung innerhalb einer Fahrzeugserie, ohne Hubraum- oder Leistungskennung.
Volvo hat sehr lange einen sehr einfachen Motorencode verwendet, der Anfang der 1980er und erneut Anfang der 1990er Jahre weiter verfeinert wurde. So bestanden die alten Kennzeichnungen aus 4 Zeichen (mit Ausnahme der Turbos). Das Erste kennzeichnete den Motor als Benzin (B) oder Diesel (D). Die nächsten beiden Zahlen zeigten den Hubraum in Dezilitern an (z. B. 19, 20, 21, 23 & 28) und der letzte Buchstabe kennzeichnete die Version (z. B. E = Einspritzer, F = Einspritzer mit Kat usw.).
Mit einer neuen Motorvariante wurden die Kodierungen in den 1980er Jahren auf 5 Stellen erweitert (mit Ausnahme der Turbos): B/D + Hubraum in Dezilitern + 0 oder 4 (Ventilzahl) + Buchstabe (Version). Beispiele: B230F, B230FT, B234F, B204FT.
Ausnahmen waren die Regel – bei vielen zugekauften Motoren wurden vereinfachte Bezeichnungen verwendet: z. B. der D24TIC (VW-Maschine aus dem LT, Diesel, 2,4-l-Turbo-Intercooler) oder der B20F im 400er Volvo.
Als Anfang der 1990er Jahre die sogenannten „Whiteblocks“ aufkamen (4-, 5- und 6-Zylinder-Motoren in Modularbauweise), wurde auch die Zylinderzahl mit eingefügt, um die Motoren besser auseinanderhalten zu können. So sind die Kodierungen sehr weit vorangeschritten. Der erste Motor mit der neuen Bezeichnung war der 3,0-l-Reihen-Sechszylinder im 960er Volvo. Dieser trug die Bezeichnung B6304F (Benzin, 6 Zylinder, 3,0 l Hubraum, 4-Ventil, Einspritzer mit Kat). Fortan wurde auch die Zahl der Ventile pro Zylinder (egal ob 2- oder 4-Ventiler) mit in die Bezeichnung eingeführt. Weiter führte man die Version (da alle Motoren einen Kat haben) des Motors ein. Dieses wurde durch eine Zahl am Ende gekennzeichnet. Ein paar Beispiele: B4204S3 (Benzin, 4 Zylinder, 2,0 l Hubraum, 4 Ventile pro Zylinder, Saugmotor, 3. Serie), D5244T2 (Diesel, 5 Zylinder, 2,4 l Hubraum, 4 Ventile pro Zylinder, Turbomotor, 2. Serie), B6294T2 etc.
Siehe auch Liste der Motoren von Mercedes-Benz.